# Spansk (skak)
 For alternative betydninger, se spansk. (Se også artikler, som begynder med spansk)
Spansk åbning eller spansk parti (i engelsktalende lande kaldt Ruy Lopez efter Ruy López de Segura) er en skakåbning, som karakteriseres af følgende træk (i skaknotation)
1. e4 e5
2. Sf3 Sc6
3. Lb5
Spansk åbning er en af de almindeligste åbninger. Den har så mange varianter, at Encyclopaedia of Chess Openings benytter koderne fra C60 til C99 til den.
Hvids tredje træk angriber springeren, som forsvarer bonden på e5 mod angreb fra springeren på f3. Hvid truer umiddelbart sorts e-bonde med 4. Lxc6 dxc6 5. Sxe6, men sort kan besvare truslen med 5. .. Dd4, hvilket giver en gaffel med springeren og bonden på e4. 3. Lb5 er alligevel et godt træk; det får en brik ud på bordet, forbereder rokade og giver en potentiel bunden bonde mod sorts konge. Men eftersom hvids tredje træk ikke udgør nogen umiddelbar trussel, kan sort svare på flere måder.

## Fortsættelsen 3... Sf6
Bonden på e4 kommer hermed under beskydning, alligevel er hvids bedste træk 4. 0-0. Skulle sort finde på at slå, kommer vi til Berliner slutspillet, som også kaldes Berlinermuren, fordi det næsten er umuligt at bevise en fordel for hvid. Kramnik i år 2000 i Verdensmesterskabet mod Kasparov, der er berømt for at vinde rigtig meget med hvid. Men Kramnik fik alle sine partier remis i denne åbning. Den fortsætter (efter 4: 0-0) 4: ... Sxe4 5: d4 Sd6 6: Lxc6 dxc6 7: dxe5 Sf5 8: Dxd8+ Kxd8 9: Sc3. Selvom sort ikke kan rokere, står hans konge okay fordi at dronningerne ikke er på brættet. Hvis vi fjerner alle brikker undtagen bønderne og kongerne, står hvid til gevinst. Dette skyldes at sort ikke kan skabe en fribonde hvis hvid spiller c3 og a3, mens hvid skaber en fribonde på kongefløjen.
4. 0-0 a6
5. La4
Vi er nu kommetind i hovedvarianten med trækombytning, normalt spilles 3: ... a6 først. Hvid foretrækker at bevare trykket på springeren frem for at slå den, selv om det giver et gratis slag på e5 efterfølgende: 5. Lxc6, dxc6, 6. Sxe5, Dd4. Hermed vinder sort bonden tilbage, oven i købet med skak. Denne variant er dårligere for hvid forhold til Berliner slutspillet, for hvid kan ikke skabe en fribonde på kongefløjen, så hvid har ingen kompensation for løberparret.
Sort har herefter flere muligheder: 5... b5, 5... Lc5, 5... d6, 5... Le7. Hovedvarianten er:
5... Le7
6. Te1 b5
Hvis sort fortsætter med 0-0? får hvid fordel efter 7: Lxc6! som vinder bonden på e5. f.eks: 7: ... dxc6 (åbner stillingen så sort kan udnytte løberparret) 8: Sxe5 Ld6 9: Sf3 har sort ikke nok kompensation for bonden.
7. Lb3 0-0
8. c3
Nu har vi grundstillingen i lukket spansk, hvor hvid er parat til Lc2 hvis sort spiller Sa5. Hvid venter til Sa5, da løberen står mere aktivt på b3, men på c2 vil den hjælpe med at beskytte e4, når hvid endelig får spillet d4. Sort kan spille det rolige d6, eller Marshall gambitten med 8: ... d5!? der giver fin kompensation for bonden efter:
9: exd5 Sxd5 10: Sxe5 Sxe5 11: Txe5 c6!, efterfulgt af Ld6 og kongeangreb. Sort har initiativ for bonden, og gambitten spilles selv af moderne stormestrer, som i VM matchen 2004 da Peter Leko vandt over Vladimir Kramnik. Ofte ender initiativet i et uligefarvet løberslutspil, som er kendt for at være remis. Derfor bruges gambitten som remis-våben (en åbning man spiller når man meget gerne vil have remis).
Hovedvarianten går dog ud på
8... d6
9. h3!
Hvid kunne godt tænke sig at spille d4, men hvis han gør det med det samme kan sort besvare med Lg4!, der lægger pres på hvids centrum. Nimzowitch sagde at en mesterspiller spiller et bondetræk på fløjen, men tænker på centrum. Hvid kan (og skal) bruge tid på disse små finesser i lukkede stillinger som denne, hvor optimal placering af brikkerne er bedre end hurtig udvikling.
9... Sa5!
Truer med den positionelle trussel Sxb3, hvorefter hvid ville miste sin hvidfeltede løber, der er meget vigtig.
10. Lc2 c5
Ved første øjekast ser denne stilling dårlig ud for hvid. Hans eneste aktive brik er springeren på f3. Løberen på c2 peger på sin egen bonde på e4, det samme gør tårnet. Og han har endnu ikke fået rykket sin d-bonde. Hans springer på b1 ser også elendig ud. Enten kommer den til at spærre for sin egen løber på d2, eller også bliver den stående ret lang tid endnu, for der står en bonde på c3.
Men en dybere analyse ville vise, at hvid står bedst!. Løberen og tårnet overdækker bonden på e4, så hvid kan spille d4 uden at være bange for at skulle miste e4. Efter d4 vil bonden på e5 være svag. Stillingen er så lukket, at sorts udviklingsforspring ikke er en stor fordel. Springeren kan hoppe til d2, f1, g3 og derfra videre til f5, hvor den står godt. Løberen vil i mange tilfælde stå fint på e3, hvor den overbeskytter d4 bonden.
Den sorte løber på c8 har ikke mange gode felter. g4 blev taget af hvids 9. træk, f5 er optaget. På e6 vil den forhindre springeren i at hoppe tilbage på c6, da bonde d4-d5 vil gafle dem. På d7 laver en ikke mere, og er bare i vejen for springeren på f6, der ofte vil tilbage for at beskytte e5.
11. d4
Nu er truslen med at slå på e5, som hvid sagde han ville lægge pres på i træk 3, endelig opstået, og selvom sort har fået lige så meget centrum som hvid, er prisen at hans bønder er svage.

## Forsættelsen 3... d6
Bonden på e5 sikres hermed, men omvendt kommer springeren på c6 i absolut binding. Desuden får hvid en pladsfordel i centrum efter:
4. d4!
4: h3 forhindrer godt nok Lg4, men hvid skal straks udnytte at sort spiller passivt.
4. ... Ld7
Og hvid udviklinger sine sidste brikker, får kongen i sikkerhed og med sin kontrol over centrum bliver det nok til et kongeangreb i midtspillet, hvis ikke sort kan få passende kontrol over centrum. 3: ... d6 er passivt, og spilles sjældent af stærke spillere, selvom det er ret normalt for skakspillere der ikke er velkendt i den spanske åbning.

## Andre forsættelser
3... a6 Fører ofte til det samme som 3...Sf6, men efter: 4... b5, kan hvid ikke spille løberen til c2 i ét træk.
3... Sge7 Ikke ubetinget godt, da springeren derved står i vejen for at få løberen i spil. Et er sikkert, nu slår hvid ikke på c6.
| Skak | Spire Denne skakrelaterede artikel er en spire som bør udbygges. Du er velkommen til at hjælpe Wikipedia ved at udvide den. |